# جيم لويس
جيم لويس (بالإنجليزية: Jim Lewis)‏ (26 يونيو 1927 بلندن في المملكة المتحدة - 21 نوفمبر 2011 في المملكة المتحدة) هو كاتب سيناريو ولاعب كرة قدم بريطاني في مركز الهجوم، شارك في الألعاب الأولمبية الصيفية 1956 والألعاب الأولمبية الصيفية 1952 والألعاب الأولمبية الصيفية 1960. ولعب مع تشيلسي ونادي ليتون أورينت ومنتخب إنجلترا الوطني لكرة القدم للهواة ‏ وWalthamstow Avenue F.C. ‏.

## وصلات خارجية
- جيم لويس على موقع قاعدة بيانات كرة القدم.إي يو (الإنجليزية)
- جيم لويس على موقع أوليمبيديا (الإنجليزية)
- جيم لويس على موقع اللجنة الأولمبية البريطانية (الإنجليزية)